# José Messias
José Messias (Bom Jardim de Minas, 1928. október 7. – Rio de Janeiro, 2015. június 12.) brazil újságíró, zeneszerző, énekes és író. Sokszor szerepelt a televízióban, a brazil televíziózás és rádiózás aranykorának egyik képviselője.